# Tubo lleno de gas

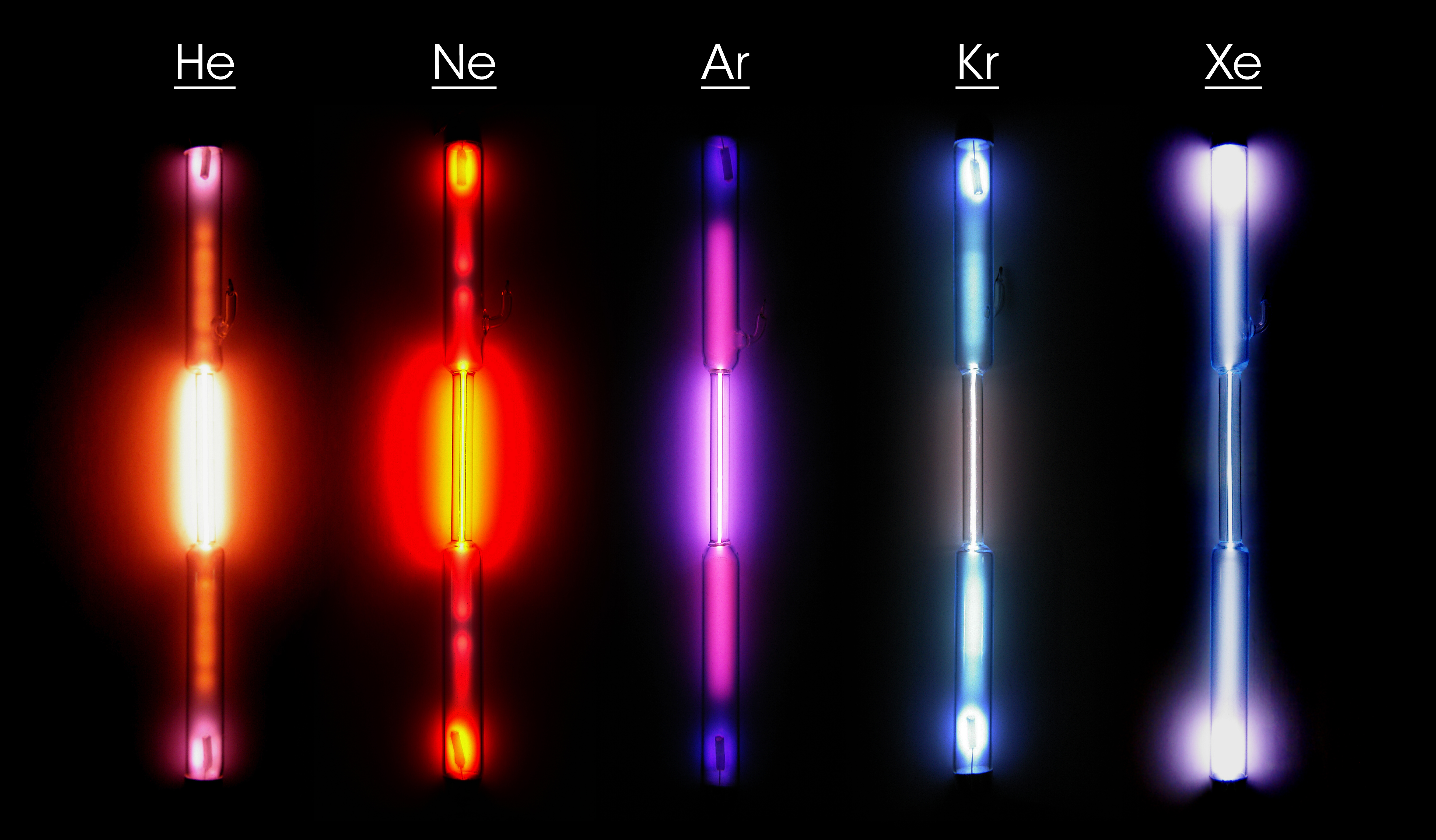
Tubos llenados de gas con los cinco gases nobles. De izquierda a derecha Helio, Neón, Argón, Kriptón y Xenón.

El tubo lleno de gas (en inglés: gas-filled tube o gas discharge tube) es un tipo de tubo electrónico constituidos por electrodos rodeados por un gas, este conjunto se dispone dentro de un envoltorio estanco y resistente a la temperatura. Si bien el tubo es normalmente de vidrio, los tubos más potentes utilizan cerámica y en versiones militares, a veces, una combinación de vidrio y metal. 
Las características eléctricas de estos tubos están sustancialmente influenciadas por la presión y composición del gas que contienen.
Operan ionizando el gas que permite la conducción entre los electrodos. Su función deseada puede ser, el arco eléctrico o la Descarga luminiscente (glow discharge). 
La presión del gas puede estar entre 0,001 y 1.000 torr; pero normalmente se usan entre 1–10 torr. 
Los gases utilizados son el hidrógeno, deuterio, gases nobles, vapores de mercurio, de sodio, de azufre y de muchos metales más. También aire, nitrógeno y halógenos y otros

## Uso
tiene muchos entre ellos destacan: el Tiratrón, el VFD, la luz de neón, el uso como interruptor y para el alumbrado, los letreros de neón, las lámparas fluorescentes y las CFL así como las de vapor de mercurio, de descarga de sodio y las lámparas halógenas son tubos llenos de gas para el alumbrado. 
También sirven como captadores como en el caso del tubo Geiger-Müller que se usa en el contadores Geiger para detectar y medir la radiación ionizante.
Los reactores para la fusión nuclear como el Farnsworth-Hirsch Fusor son similares a los tubos llenos de gas en su funcionamiento.